# 저린 손 끝
《저린 손 끝》은 1991년 6월 5일부터 1991년 7월 4일까지 KBS 2TV에서 방영된 수목미니시리즈다.

## 기획 의도
충남 당진 근처의 마을에서 벌어지는 의문의 연쇄살인 사건과 이를 해결해 나가는 추리과정을 통해 참된 인간성을 조명한 문학성 짙은 추리극

## 등장 인물
- 송승환 : 박민기 역
- 백윤식 : 문중훈 역
- 배종옥 : 송인숙 역
- 최화정 : 오정아 역
- 선우용녀 : 황정자 역
- 박주아 : 민기 어머니 역
- 박인환 : 권태인 역
- 이일웅
- 김봉근
- 조형기 : 원종일 역
- 김보미 : 유미경 역
- 장기용 : 나광석 역
- 송석호
- 원미연
- 문창길
- 태민영 : 윤정환 역
- 정복임
- 최미선 : 송인희/선영혜 역
- 차기환
- 임찬호
- 최석구 : 윤창규 역
- 최윤정
- 홍성숙
- 임창정
- 황병훈
- 김진해 : 임기준 역
- 안병경

## 결방 사유
- 1991년 6월 12일 & 6월 13일 : 1991년 6월 10일부터 시작된 방송연예인 노조 파업으로 인해[1] 2회 연속 결방

## 참고 사항
- 동국대 연극영화과 출신[2] 담당 PD 엄기백은 이 작품을 통해 첫 미니시리즈 연출을 맡았다.
- 조연출 중의 한 명이었던 전기상은 97년 7월 12일부터 10월 5일까지 9시 주말극으로 방영된 KBS 2TV 전설의 고향 '검룡소애'편(97년 8월 2~3일 방송)의 담당 PD였는데[3] 송인숙 역의 배종옥이 출연한 SBS <이웃집 여자>와 경쟁한 바 있었다.